# Ананьины Марья и Ольга
Марья и Ольга Ананьины — офицерские дочери, сёстры — первые актрисы на драматической сцене, о которых впервые упоминается в летописях русского театра.
Женщина как актриса на русской театральной сцене появилась лишь в царствование Елисаветы Петровны, в 1756 году. До этого времени женские роли исполнялись мужчинами, и даже корпусные офицеры Сечкарев и Лобызев обучали русских артистов играть женские роли. Представления тогда давались на сцене театра в Каменном дворце графа Г. И. Головкина на Васильевском острове (близ Первого Петербургского Кадетского корпуса, на том месте, где позднее разместилась Российская академия художеств), под руководством А. П. Сумарокова и при главном заведовании театрами барона Сиверса (впоследствии графа).
Хотя уже в 1752 году по указаниям А. Карабанова («Основание, 1750, русского театра кадетами первого кадетского корпуса», СПб., 1849, стр. 28) приняты были в первые русские актрисы Елисавета Зорина (из танцовщиц) и знаменитая в своё время А. М. Михайлова, но на сцене они не появлялись; Штеллин же не говорит ни слова ни о Зориной, ни о Михайловой, а называет первыми русскими актрисами двух сестёр Ананьиных и Аграфену Михайловну Мусину-Пушкину. Известия же о Зориной и Михайловой явились у более поздних летописцев театра, и вероятно, что последние поступили в петербургскую труппу уже позже.
Во множестве источников утверждается, что в 1754 году женщины еще не играли на русской сцене. Вернее то, что на сцене появились они лишь по окончательном утверждении русского театра, а до тех пор только учились сценическому мастерству.
В российском законодательстве слово «актриса

», примененное к русскому драматическому театру, впервые упоминается в именном указе сенату от 30 августа 1756 года об учреждении публичного российского театра, где говорится: «а для оного (театра) повелели набрать актеров и актрис»; далее в том же указе: «а в дополнение еще к ним актеров из других неслужащих людей, также и актрис приличное число».
Марья и Ольга Ананьины вскоре после начала театральной карьеры вышли замуж за коллег-актёров из Ярославля: первая — за Григория Волкова (1735—1829); вторая — за Якова Шумского (1732—1812).